# Area Protetta Dunale Silaris

## Storia
L'oasi dunale “Silaris” è un’area protetta che si estende per 22 ha nel Comune di Eboli (SA) ed è parte della Riserva Naturale Foce Sele-Tanagro. Dal 2003 l’oasi è affidata in gestione al circolo territoriale LegambienteEboli "Silaris" (nato nel 1998 come associazione di volontariato) e fa parte delle 47 aree protette gestite da Legambiente su tutto il territorio italiano per le quali sono state avviate attività di conservazione, fruizione e divulgazione del patrimonio naturalistico nell’ambito del Progetto “Natura e Territorio”. Strettamente connessa con la Piana del Sele, territorio ricchissimo sotto il profilo naturalistico e storico-archeologico, l'area dunale, che si colloca a pochi chilometri di distanza dalla foce del fiume Sele, approdo marittimo attivo fin dall'Età del Ferro, e dal celebre Heraion edificato dai coloni greci, non presenta tuttavia elementi storicamente ed archeologicamente rilevanti, in quanto essa è stata per secoli caratterizzata da ambiente paludoso. Il progetto di bonifica dell'intera Piana del Sele che, elaborato già a partire dal 1923, vide la luce nel 1924 con l'approvazione del Testo Unico sulla Bonifica Integrale dell'intera area e venne attuato tra gli anni ’30 e ’50, comportò, in riferimento alla fascia costiera a ridosso delle aree dunali, la costituzione di una pineta artificiale, divenuta da allora parte integrante del paesaggio costiero dell'intera zona.  All'interno dell'area vengono svolte, su iniziativa del circolo territoriale Legambiente "Silaris" e con il coinvolgimento delle scuole, attività di sensibilizzazione ed educazione ambientale, nonché progetti di cura e conservazione della duna e della macchia mediterranea, con censimento e classificazione delle specie presenti.

## Territorio
Il sistema dunale caratteristico dell’area si estende nella fascia litoranea a sinistra e a destra della foce del fiume Sele nei comuni di Capaccio-Paestum, Eboli e Battipaglia. L’oasi nasce a tutela di tale sistema dunale, che è proprio della fascia costiera mediterranea ed è essenziale per la difesa delle coste sabbiose. La riqualificazione delle aree dunali, come l’oasi dunale “Silaris”, è portata avanti in primo luogo attraverso la conservazione e/o la ricostituzione di dune il più possibile simili a quelle originarie. La fascia pinetata dell'oasi, anch'essa protetta, è attualmente attrezzata con aree di sosta, pannelli illustrativi, sentieri e aree pic-nic.

## Flora
La flora caratteristica dell’area protetta è caratterizzata da una ricca varietà di piante basse proprie della macchia mediterranea, che conferiscono resistenza alle dune sabbiose; sul fronte mare, nella seconda fascia successiva alla battigia, la vegetazione delle dune è propriamente quella psammofila, caratterizzata da ampie praterie di cakile maritima o ravastello marittimo. Di seguito, nella duna primaria e nella fascia interdunale, spiccano specie quali il giglio marittimo (pancratium maritimum). La fascia pinetata attigua all’area dunale è caratterizzata essenzialmente da Pinus pinea, Pinus halepensis e più nell’interno dall'Eucaliptus globulus e Eucaliptus rostrata .

## Fauna
Le specie frequentatrici soprattutto della fascia pinetata sono: tra i mammiferi il topo quercino, il riccio, il ghiro, la donnola e varie specie di pipistrelli, tra cui spicca il Rhinolophus hipposideros; tra i rettili è comune il cervone. L’avifauna si presenta di notevole varietà e ben distribuita in tutte le fasce dell’area protetta. Tra le specie che nidificano nell’area dunale e interdunale sono presenti il beccamoschino, la cappellaccia, l’usignolo di fiume e la capinera; specificatamente nella pineta si segnalano la tortora, la civetta e l’upupa.